# Grå enmalmätare
Grå enmalmätare (Eupithecia intricata) är en fjärilsart som beskrevs av Johan Wilhelm Zetterstedt 1839. Grå enmalmätare ingår i släktet Eupithecia och familjen mätare, Geometridae. Arten är reproducerande i Sverige. Tre underarter finns listade i Catalogue of Life, Eupithecia intricata arceuthata Freyer, 1842, Eupithecia intricata hibernica Mere, 1964 och Eupithecia intricata millieraria Wnukowsky, 1929.

## Bildgalleri

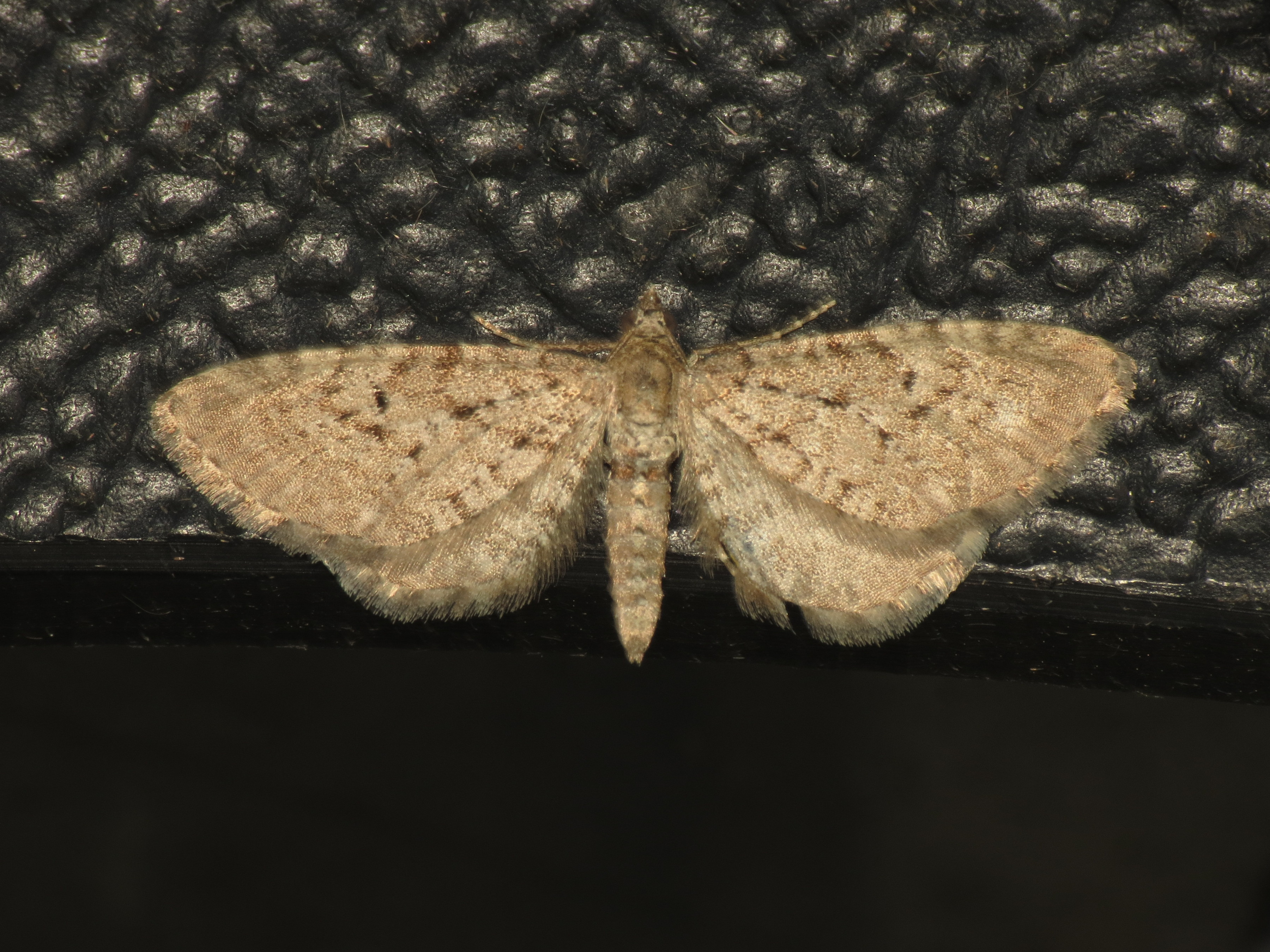
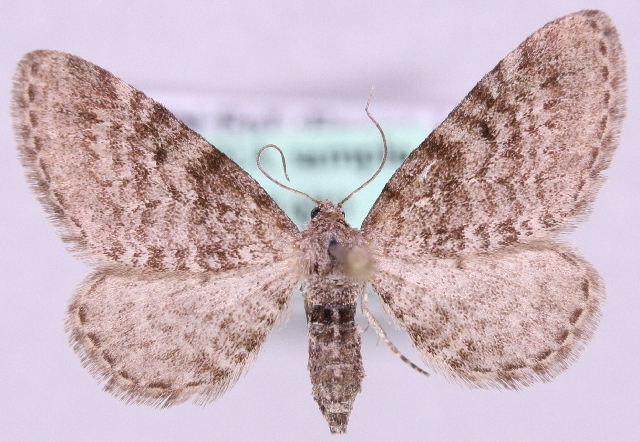